# Шеппсхольмен
Шеппсхольмен (швед. Skeppsholmen) — один из островов, расположенных в заливе Сальтшён в центре Стокгольма.
На острове располагаются Музей современного искусства, Музей архитектуры, Музей Восточной Азии. Проводится ежегодный джазовый фестиваль.
У восточного берега Шеппсхольмена пришвартованы десятки старинных деревянных судов (некоторые из которых доступны для осмотра); у западного берега стоит на приколе парусник af Chapman (ныне используемый как хостел).